# نندو شهر
نندو شهر (به انگلیسی: Nindo Shaher) یک منطقهٔ مسکونی در پاکستان است که در ایالت سند واقع شده‌است. نندو شهر ۴٬۰۰۰+ نفر جمعیت دارد.